# الصحة في اليابان

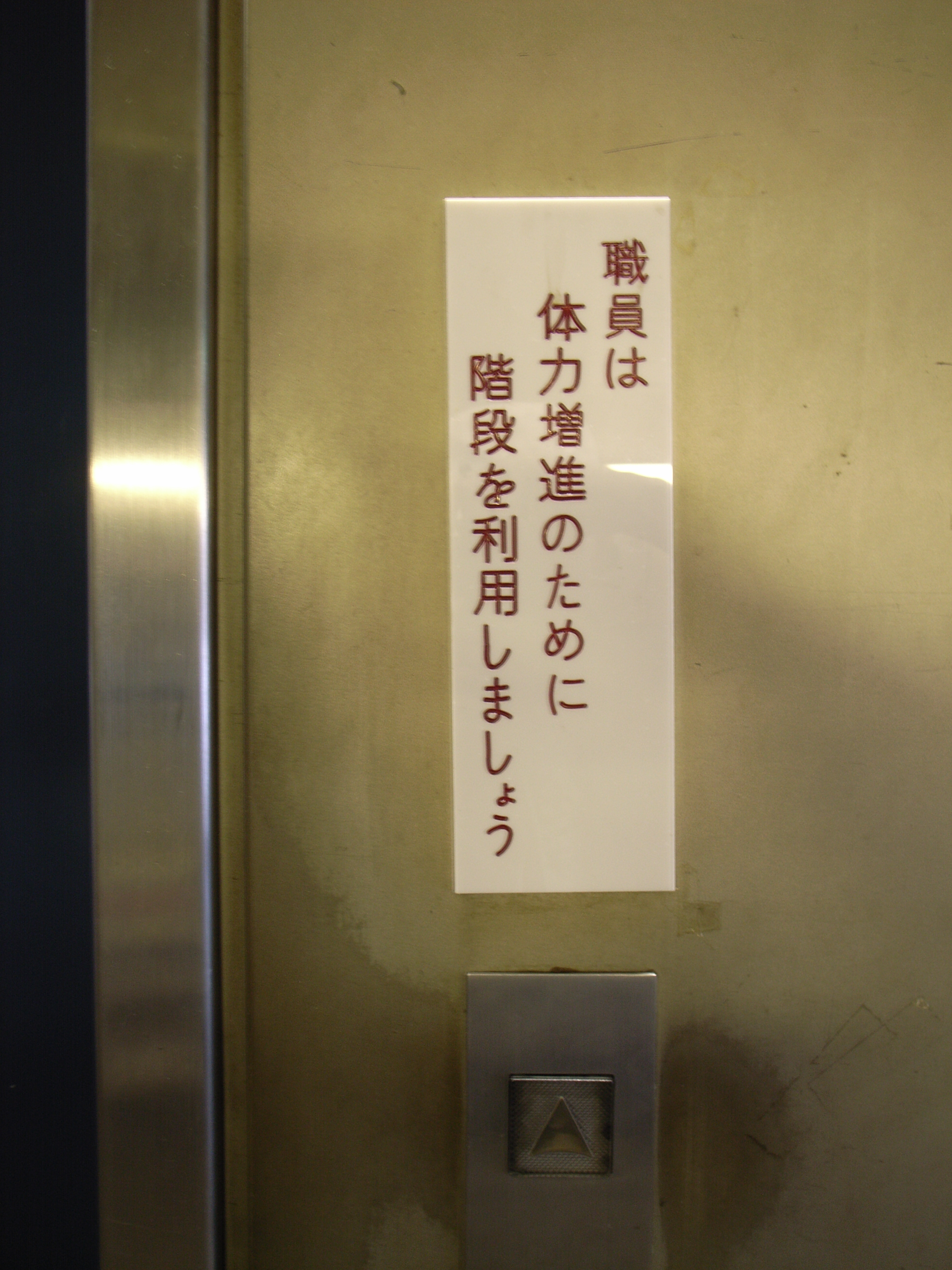
شعار: يجب على الموظفين استخدام السلالم لتحسين قوتهم البدنية.

يعود مستوى الصحة في اليابان إلى عدد من العوامل بما في ذلك العادات الثقافية والعزلة ونظام الرعاية الصحية الشاملة. وقال جون كريتون كامبل، الأستاذ في جامعة ميشيغان وجامعة طوكيو لصحيفة نيويورك تايمز في عام 2009 «أن الشعب الياباني هم المجموعة الأكثر صحة على هذا الكوكب». يزور اليابانيون الطبيب بما يقرب 14 مرة في السنة، أي أكثر من أربعة أمثال عدد المرات التي يزور فيها الأمريكيون الطبيب. كان متوسط العمر المتوقع في عام 2013 هو 83.3 سنة من بين أعلى المعدلات على كوكب الأرض.
تم حساب مقياس جديد لرأس المال البشري المتوقع في 195 دولة من عام 1990 حتى عام 2016، وتم تحديده لكل مجموعة ولادة كما كان متوقعًا من سن 20 إلى 64 عامًا وتم تعديله من أجل ضبط المستوى التعليمى، أو التعليم وجودة التعليم، الحالة الصحية الوظيفية التي نشرتها «ذى لانسيت» في ايلول/سبتمبر 2018. حصلت اليابان على أعلى مستوى رأس المال البشري المتوقع بين أكبر 20 دولة: 24.1 الصحية، التعليم، وسنوات التعلم المتوقعه الذي عاشوا بين سن 20 و64 سنة.

## الأمراض المزمنة
كانت السمنة في اليابان في عام 2014 حوالي 3.3 ٪ وحوالي 10 ٪ في الولايات المتحدة الأمريكية ويفترض ان هذا بسبب النظام الغذائي الياباني. اليابان لديها أدنى معدل لأمراض القلب في منظمة التعاون الاقتصادي والتنمية وأدنى مستوى من الخرف في العالم المتقدم.

## مشاكل الانتحار
معدل الانتحار في اليابان مرتفع مقارنة بالولايات المتحدة الأمركية كما أفادت صحيفة يوميوري شيمبون في يونيو عام 2008 أن أكثر من 30,000 شخص قد قتلوا أنفسهم كل عام على مدار العقد الماضي. وفي دراسة نشرت عام 2006 تم الأشتباه  بأن المشكلات الصحية كانت عاملاً في حوالي 50٪ من حالات الانتحار في اليابان عام 2006. وايضاً تشير أرقام يوميوري انه في عام 2007 إلى أن 274 من أطفال المدارس كانوا من بين أولئك الذين أخذوا حياتهم. والتنمر غالبا ما يكون عاملا في مثل هذه الحالات. في عام 2011، لازالت نسبة الانتحار أكثر من 30,000 للسنة الرابعة عشرة على التوالي.

## التدخين
واحدة من أكبر قضايا الصحة العامة في اليابان هي التدخين، ووفقاً لتاداو كاكيزوي (الرئيس الفخري للمركز الوطني للسرطان) يقتل أكثر من 100,000 شخص سنويا وهو مسوؤل عن حالة واحدة من اصل عشر حالات وفاه.

## قضايا الكحول والصحة
وقدر فريق بقيادة البروفيسور أوساكي من جامعة توتوري أن التكلفة الاجتماعية للشرب المفرط في اليابان تبلغ 4.15 تريليون ين سنوياً.

## الحصول على الرعاية
يتم تقديم الخدمات في اليابان، إما من خلال المستشفيات العامة الإقليمية / الوطنية أو من خلال المستشفيات / العيادات الخاصة ويتمتع المرضى بوصول شامل إلى أي مرفق، على الرغم من أن المستشفيات تميل إلى فرض رسوم أعلى على أولئك الذين ليس لديهم إحالة. ومع ذلك، يمكن أن تكون المساحة مشكلة في بعض المناطق. وقد تم رفض أكثر من 14 ألف مريض طارئ ثلاث مرات على الأقل من قبل المستشفيات اليابانية قبل الحصول على العلاج في عام 2007، وفقاً لأحدث مسح حكومي. وفي أسوأ الحالات، تم رفض امرأة في السبعينات من عمرها كانت تعاني من مشكلة في التنفس 49 مره في طوكيو. يغطي التأمين الصحي العام معظم المواطنين / المقيمين ويدفع 70٪ أو أكثر لكل رعاية وكل دواء يتم وصفه. يتحمل المرضى المسؤولية عن الباقي (وتطبق الحدود العليا). تبلغ قيمة قسط التأمين الشهري 50.000-0 ين ياباني لكل أسرة معيشية (يتم قياسها إلى الدخل السنوي). يوفر التأمين الصحي الخاص التكميلي فقط لتغطية تكاليف المشاركة أو التكاليف غير المغطاة، وعادةً ما يقوم بدفع مبلغ ثابت لكل يوم في المستشفى أو لكل عملية جراحية يتم إجراؤها بدلا من النفقات الفعلية. في عام 2005، أنفقت اليابان حوالي 8.2 ٪ من الناتج المحلي الإجمالي على الرعاية الصحية أو 2908 دولار أمريكي للفرد الواحد. حيث كان هذا ما يقارب 83 ٪ من النفقات الحكومية.

## التأثيرات الثقافية
تم تقديم الطب الصيني التقليدي إلى اليابان مع عناصر أخرى من الثقافة الصينية مابين بداية القرن الخامس حتى القرن التاسع. منذ عام 1900 تقريباً، طُلب من المعالجين بالأعشاب ذوي الطراز الصيني أن يكونوا مرخصين كالأطباء. كان التدريب مهنيًا باستثناء المعالجين في شرق آسيا، كان يعتمد على نموذج طبي حيوي للمرض. ومع ذلك، فإن ممارسة الطب الحيوي تأثرت بالمنظومة الاجتماعية اليابانية والتوقعات الثقافية المتعلقة بالتعليم وتنظيم مكان العمل والعلاقات الاجتماعية للوضع والتبعية وأنماط صنع القرار والأفكار حول جسم الإنسان وأسباب المرض. الجنس، الفردية، والخصوصية.
تلاحظ عالمة الأنثروبولوجيا Emiko Ohnuki-Tierney أن «السلوك الصحي اليومي والمفاهيم الأساسية، التي ينظر إليها ويُعبر عنها من حيث نظرية الجراثيم الطبية البيولوجية، في الواقع، ترتبط ارتباطًا مباشرًا بالهيكل الرمزي الياباني الأساسي»
تم تقديم الطب الغربي إلى اليابان من خلال دراسات رانكوو خلال فترة إيدو. تمت ترجمة عدد من الكتب في علم الصيدلة والتشريح من الهولندية واللاتينية إلى اليابانية. خلال فترة ميجي (أواخر القرن التاسع عشر)، تم تصميم نظام الرعاية الصحية الياباني على غرار نموذج الطب الحيوي الغربي. في ذلك الوقت، جاء الأطباء الغربيون إلى اليابان لإنشاء كليات طبية في الجامعات اليابانية المبنية حديثًا، كما ذهب الطلاب إلى الخارج. تم إدخال ابتكارات مثل اللقاحات إلى اليابان، مما أدى إلى تحسين متوسط العمر المتوقع. من فترة ميجي حتى نهاية الحرب العالمية الثانية، كانت اللغة الألمانية لغة أجنبية إلزامية للطلاب اليابانيين في مجال الطب. كتب المرضى في المستشفيات التعليمية اليابانية مكتوبة باللغة الألمانية. ولكن حتى اليوم، فإن الشخص الذي يصاب بالمرض في اليابان لديه عدد من الخيارات البديلة. يمكن للمرء زيارة كاهن، أو إرسال أحد أفراد الأسرة في مكانه. هناك العديد من العلاجات الشعبية، بما في ذلك حمامات الينابيع الساخنة (الاونسين) ولأدوية الكيميائية والأدوية العشبية. يمكن للشخص طلب المساعدة من المعالجين التقليديين، مثل المعالجين بالأعشاب، والمدلكين، والوخز بالإبر.

## مرض فقدان المناعة المكتسبة
على الرغم من أن عدد حالات الإيدز لا يزال ضئيلاً وفقاً للمعايير الدولية، إلا أن مسؤولي الصحة العامة كانوا قلقين في أواخر الثمانينات من القرن العشرين حول وباء متلازمة نقص المناعة المكتسب (الإيدز) في جميع أنحاء العالم. وتم الإبلاغ عن أول حالة مؤكدة للإصابة في اليابان في عام 1985. وبحلول عام 1991، بلغ عدد الحالات المبلغ عنها 553 حالة، وبحلول نيسان / أبريل 1992 ارتفع العدد إلى 2077 حالة. في حين ان الصراع مع المرض المميت، والتعاطف مع معانات المصاب بالهيموفيليا مرضى الأيدز معظم اليابانيين لا يشعرون بالقلق من الإصابة بالإيدز. استجابت مستويات مختلفة من الحكومة لإدخال التوعية بمرض الإيدز بين السكان المغايرون من خلال إنشاء لجان حكومية، والتوعية بمرض الأيدز، وتقديم المشورة للعامة دون استهداف مجموعات خاصة. تم تأسيس صندوق، تم التعهد به من قبل شركات الأدوية التي توزع منتجات الدم المستوردة، في عام 1988 لتقديم تعويض مالي لمرضى الإيدز.

## البيئة والامراض
Main article: Four Big Pollution Diseases of Japan

## الصحة في اليابان
يعود مستوى الصحة في اليابان إلى عدد من العوامل بما في ذلك العادات الثقافية والعزلة ونظام الرعاية الصحية الشاملة. وقال جون كريتون كامبل، الأستاذ في جامعة ميشيغان وجامعة طوكيو لصحيفة نيويورك تايمز في عام 2009 «أن الشعب الياباني هم المجموعة الأكثر صحة على هذا الكوكب». يزور اليابانيون الطبيب بما يقرب 14 مرة في السنة، أي أكثر من أربعة أمثال عدد المرات التي يزور فيها الأمريكيون الطبيب. كان متوسط العمر المتوقع في عام 2013 هو 83.3 سنة من بين أعلى المعدلات على كوكب الأرض.
تم حساب مقياس جديد لرأس المال البشري المتوقع في 195 دولة من عام 1990 حتى عام 2016، وتم تحديده لكل مجموعة ولادة كما كان متوقعًا من سن 20 إلى 64 عامًا وتم تعديله من أجل ضبط المستوى التعليمى، أو التعليم وجودة التعليم، الحالة الصحية الوظيفية التي نشرتها «ذى لانسيت» في ايلول/سبتمبر 2018. حصلت اليابان على أعلى مستوى رأس المال البشري المتوقع بين أكبر 20 دولة: 24.1 الصحية، التعليم، وسنوات التعلم المتوقعه الذي عاشوا بين سن 20 و64 سنه.

## الأمراض المزمنة
كانت السمنة في اليابان في عام 2014 حوالي 3.3 ٪ وحوالي 10 ٪ في الولايات المتحدة الأمريكية ويفترض ان هذا بسبب النظام الغذائي الياباني. اليابان لديها أدنى معدل لأمراض القلب في منظمة التعاون الاقتصادي والتنمية وأدنى مستوى من الخرف في العالم المتقدم.

## مشاكل الانتحار
معدل الانتحار في اليابان مرتفع مقارنة بالولايات المتحدة الأمركية كما أفادت صحيفة يوميوري شيمبون في يونيو عام 2008 أن أكثر من 30,000 شخص قد قتلوا أنفسهم كل عام على مدار العقد الماضي. وفي دراسة نشرت عام 2006 تم الأشتباه  بأن المشكلات الصحية كانت عاملاً في حوالي 50٪ من حالات الانتحار في اليابان عام 2006. وايضاً تشير أرقام يوميوري انه في عام 2007 إلى أن 274 من أطفال المدارس كانوا من بين أولئك الذين أخذوا حياتهم. والتنمر غالبا ما يكون عاملا في مثل هذه الحالات. في عام 2011، لازالت نسبة الانتحار أكثر من 30,000 للسنة الرابعة عشرة على التوالي.

## التدخين
واحدة من أكبر قضايا الصحة العامة في اليابان هي التدخين، ووفقاً لتاداو كاكيزوي (الرئيس الفخري للمركز الوطني للسرطان) يقتل أكثر من 100,000 شخص سنويا وهو مسوؤل عن حالة واحدة من اصل عشر حالات وفاه.

## قضايا الكحول والصحة
وقدر فريق بقيادة البروفيسور أوساكي من جامعة توتوري أن التكلفة الاجتماعية للشرب المفرط في اليابان تبلغ 4.15 تريليون ين سنوياً.

## الحصول على الرعاية
يتم تقديم الخدمات في اليابان، إما من خلال المستشفيات العامة الإقليمية / الوطنية أو من خلال المستشفيات / العيادات الخاصة ويتمتع المرضى بوصول شامل إلى أي مرفق، على الرغم من أن المستشفيات تميل إلى فرض رسوم أعلى على أولئك الذين ليس لديهم إحالة. ومع ذلك، يمكن أن تكون المساحة مشكلة في بعض المناطق. وقد تم رفض أكثر من 14 ألف مريض طارئ ثلاث مرات على الأقل من قبل المستشفيات اليابانية قبل الحصول على العلاج في عام 2007، وفقاً لأحدث مسح حكومي. وفي أسوأ الحالات، تم رفض امرأة في السبعينات من عمرها كانت تعاني من مشكلة في التنفس 49 مره في طوكيو. يغطي التأمين الصحي العام معظم المواطنين / المقيمين ويدفع 70٪ أو أكثر لكل رعاية وكل دواء يتم وصفه. يتحمل المرضى المسؤولية عن الباقي (وتطبق الحدود العليا). تبلغ قيمة قسط التأمين الشهري 50.000-0 ين ياباني لكل أسرة معيشية (يتم قياسها إلى الدخل السنوي). يوفر التأمين الصحي الخاص التكميلي فقط لتغطية تكاليف المشاركة أو التكاليف غير المغطاة، وعادةً ما يقوم بدفع مبلغ ثابت لكل يوم في المستشفى أو لكل عملية جراحية يتم إجراؤها بدلا من النفقات الفعلية. في عام 2005، أنفقت اليابان حوالي 8.2 ٪ من الناتج المحلي الإجمالي على الرعاية الصحية أو 2908 دولار أمريكي للفرد الواحد. حيث كان هذا ما يقارب 83 ٪ من النفقات الحكومية.

## التأثيرات الثقافية
تم تقديم الطب الصيني التقليدي إلى اليابان مع عناصر أخرى من الثقافة الصينية مابين بداية القرن الخامس حتى القرن التاسع. منذ عام 1900 تقريباً، طُلب من المعالجين بالأعشاب ذوي الطراز الصيني أن يكونوا مرخصين كالأطباء. كان التدريب مهنيًا باستثناء المعالجين في شرق آسيا، كان يعتمد على نموذج طبي حيوي للمرض. ومع ذلك، فإن ممارسة الطب الحيوي تأثرت بالمنظومة الاجتماعية اليابانية والتوقعات الثقافية المتعلقة بالتعليم وتنظيم مكان العمل والعلاقات الاجتماعية للوضع والتبعية وأنماط صنع القرار والأفكار حول جسم الإنسان وأسباب المرض. الجنس، الفردية، والخصوصية.
تلاحظ عالمة الأنثروبولوجيا Emiko Ohnuki-Tierney أن «السلوك الصحي اليومي والمفاهيم الأساسية، التي ينظر إليها ويُعبر عنها من حيث نظرية الجراثيم الطبية البيولوجية، في الواقع، ترتبط ارتباطًا مباشرًا بالهيكل الرمزي الياباني الأساسي»
تم تقديم الطب الغربي إلى اليابان من خلال دراسات رانكوو خلال فترة إيدو. تمت ترجمة عدد من الكتب في علم الصيدلة والتشريح من الهولندية واللاتينية إلى اليابانية. خلال فترة ميجي (أواخر القرن التاسع عشر)، تم تصميم نظام الرعاية الصحية الياباني على غرار نموذج الطب الحيوي الغربي. في ذلك الوقت، جاء الأطباء الغربيون إلى اليابان لإنشاء كليات طبية في الجامعات اليابانية المبنية حديثًا، كما ذهب الطلاب إلى الخارج. تم إدخال ابتكارات مثل اللقاحات إلى اليابان، مما أدى إلى تحسين متوسط العمر المتوقع. من فترة ميجي حتى نهاية الحرب العالمية الثانية، كانت اللغة الألمانية لغة أجنبية إلزامية للطلاب اليابانيين في مجال الطب. كتب المرضى في المستشفيات التعليمية اليابانية مكتوبة باللغة الألمانية. ولكن حتى اليوم، فإن الشخص الذي يصاب بالمرض في اليابان لديه عدد من الخيارات البديلة. يمكن للمرء زيارة كاهن، أو إرسال أحد أفراد الأسرة في مكانه. هناك العديد من العلاجات الشعبية، بما في ذلك حمامات الينابيع الساخنة (الاونسين) ولأدوية الكيميائية والأدوية العشبية. يمكن للشخص طلب المساعدة من المعالجين التقليديين، مثل المعالجين بالأعشاب، والمدلكين، والوخز بالإبر.

## مرض فقدان المناعة المكتسبة
على الرغم من أن عدد حالات الإيدز لا يزال ضئيلاً وفقاً للمعايير الدولية، إلا أن مسؤولي الصحة العامة كانوا قلقين في أواخر الثمانينات من القرن العشرين حول وباء متلازمة نقص المناعة المكتسب (الإيدز) في جميع أنحاء العالم. وتم الإبلاغ عن أول حالة مؤكدة للإصابة في اليابان في عام 1985. وبحلول عام 1991، بلغ عدد الحالات المبلغ عنها 553 حالة، وبحلول نيسان / أبريل 1992 ارتفع العدد إلى 2077 حالة. في حين ان الصراع مع المرض المميت، والتعاطف مع معانات المصاب بالهيموفيليا مرضى الأيدز معظم اليابانيين لا يشعرون بالقلق من الإصابة بالإيدز. استجابت مستويات مختلفة من الحكومة لإدخال التوعية بمرض الإيدز بين السكان المغايرون من خلال إنشاء لجان حكومية، والتوعية بمرض الأيدز، وتقديم المشورة للعامة دون استهداف مجموعات خاصة. تم تأسيس صندوق، تم التعهد به من قبل شركات الأدوية التي توزع منتجات الدم المستوردة، في عام 1988 لتقديم تعويض مالي لمرضى الإيدز.  

## البيئة والامراض
Main article: Four Big Pollution Diseases of Japan

1. ↑  "تعرف على كل ما يتعلق بالخدمات الطبية ونظام الرعاية الصحية في اليابان". nippon.com. 30 سبتمبر 2022. مؤرشف من الأصل في 2023-03-25. اطلع عليه بتاريخ 2023-10-30.
2. ↑  "جهود اليابان من أجل صحة العالم". nippon.com. 17 يوليو 2013. مؤرشف من الأصل في 2021-02-28. اطلع عليه بتاريخ 2023-10-30.
3. ↑  "منظمة الصحة العالمية ترحب بالدعم المُـقدَّم من اليابان لحماية صحة الناس في مصر". World Health Organization - Regional Office for the Eastern Mediterranean. 23 يونيو 2019. مؤرشف من الأصل في 2020-05-10. اطلع عليه بتاريخ 2023-10-30.
4. ↑  "ارتفاع عدد حالات الانتحار في اليابان في 2022". nippon.com. 30 مارس 2023. مؤرشف من الأصل في 2023-06-07. اطلع عليه بتاريخ 2023-10-30.
5. ↑  "منظمة الصحة العالمية تعرب عن امتنانها لحكومة اليابان على دعمها للحفاظ على الأرواح في إقليم شرق المتوسط". World Health Organization - Regional Office for the Eastern Mediterranean. 1 أكتوبر 2023. مؤرشف من الأصل في 2023-10-30. اطلع عليه بتاريخ 2023-10-30.
6. ↑  "اليابان تساهم في الحفاظ على صحة الاطفال الفلسطينين الذين يصعب الوصول اليهم". UNICEF. 18 سبتمبر 2017. مؤرشف من الأصل في 2020-10-21. اطلع عليه بتاريخ 2023-10-30.
7. ↑  "كيف وفرت اليابان الدعم المادي والمعنوي لأزيد من مليوني أجنبي مقيم خلال جائحة كورونا". euronews. 15 ديسمبر 2020. مؤرشف من الأصل في 2022-10-08. اطلع عليه بتاريخ 2023-10-30.
8. ↑  "توفرالشراكة بين اليابان والمنظمة الدولية للهجرة الرعاية الصحية في المحافظات اليمنية ذات أعلى نسبة نزوح-". IOM Regional Office for Middle East and North Africa. مؤرشف من الأصل في 2023-10-30. اطلع عليه بتاريخ 2023-10-30.